# Saint-Bois

Saint-Bois este o comună în departamentul Ain din estul Franței.